# Engyprosopon natalensis
Engyprosopon natalensis és un peix teleosti de la família dels bòtids i de l'ordre dels pleuronectiformes.

## Morfologia
Pot arribar als 6 cm de llargària total.

## Distribució geogràfica
Es troba a les costes de KwaZulu-Natal (Sud-àfrica).